# Aristolochia lindneri
Aristolochia lindneri är en piprankeväxtart som beskrevs av Alwin Berger. Aristolochia lindneri ingår i släktet piprankor, och familjen piprankeväxter. Inga underarter finns listade i Catalogue of Life.